# 喳咋
喳咋即「雜雜」，傳說是葡萄牙語「雜糧」的音譯。據說是以前駐守在澳門的兵房，把各種豆類煮成一煲糖水作為午餐而發明的。後來流傳到阿婆在街邊擺賣此種糖水，故又稱阿婆粥。
最初的喳咋以各種豆類為主，有紅豆、綠豆、眉豆、紅腰豆、三角豆等，後來還加入芋頭、西米、椰漿和淡奶。

## 其他材料
- 涼粉
- 水果肉
- 黑糯米
- 冰淇淋
- 燕窩
- 花奶